# Secret Garden (Angra)
Secret Garden è l'ottavo album in studio del gruppo musicale brasiliano Angra, pubblicato nel 2014. È il primo album che vede come vocalist il cantante italiano Fabio Lione, subentrato al posto dell'uscente Edu Falaschi. Cambio anche alla batteria, con l'esordio del giovanissimo Bruno Valverde al posto del defezionario Ricardo Confessori.

## Tracce
1. Newborn me – 6:13 (testo: Rafael Bittencourt – musica: Fabio Lione, Felipe Andreoli, Kiko Loureiro, Rafael Bittencourt)
2. Black Hearted Soul – 4:48 (testo: Rafael Bittencourt – musica: Fabio Lione, Kiko Loureiro, Rafael Bittencourt)
3. Final Light – 4:25 (testo: Felipe Andreoli – musica: Bruno Valverde, Fabio Lione, Felipe Andreoli, Kiko Loureiro, Rafael Bittencourt)
4. Storm of Emotions – 4:57 (Fabio Lione, Felipe Andreoli, Rafel Bittencourt)
5. Violet Sky – 4:48 (Kiko Loureiro, Rafael Bittencourt)
6. Secret Garden – 4:04 (Maria Ilmoniemi)
7. Upper Levels – 6:28 (testo: Rafael Bittencourt – musica: Fabio lione, Felipe Andreoli, Kiko Loureiro)
8. Crushing Room – 5:07 (testo: Maria Ilmoniemi, Rafael Bittencourt – musica: Kiko Loureiro, Maria Ilmoniemi)
9. Perfect Simmetry – 4:22 (Rafael Bittencourt)
10. Silent Call – 3:48 (Rafael Bittencourt)

## Formazione

### Gruppo
- Fabio Lione - voce
- Kiko Loureiro - chitarra
- Rafael Bittencourt - chitarra e voce
- Felipe Andreoli - basso
- Bruno Valverde - batteria

### Altri musicisti
- Simone Simons - in Secret Garden
- Doro Pesch - in Crushing Room

### Produzione
- Roy Z - pre-produzione
- Jens Bogren - produzione e missaggio